# Peter Rappenglück

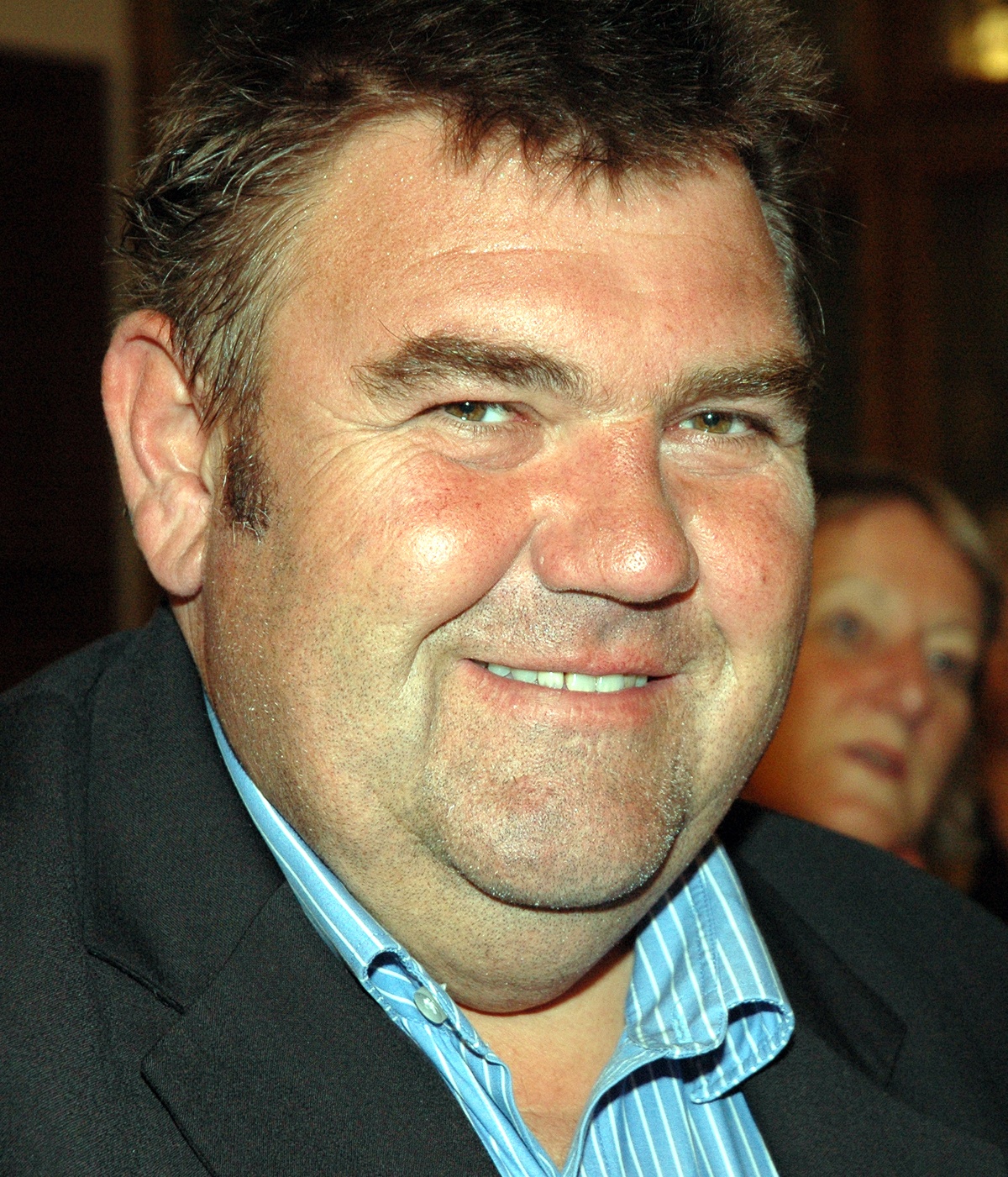
Peter Rappenglück bei einem Künstlerempfang im Alten Rathaus in München (2011)

Peter Rappenglück (* 3. Januar 1962 in Garmisch-Partenkirchen) ist ein deutscher Schauspieler. Er lebt in München.

## Rollen
Peter Rappenglück spielt als Nebendarsteller zumeist den urwüchsigen Bayern – u. a. als Briefträger in Florian III, als Kneipengast in Und alle haben geschwiegen, als Hausverwalter in Ganz unten, ganz oben, als Fahrer in Cascadeur, als Häftling in Männerpension, als bayerischer Richter Moosleitner in Berlin in der Serie Edel & Starck und als Schulkoch in Die Nacht der lebenden Loser. Im Großstadtrevier war er als Münchner Hausmeister zu sehen.
Im Café Meineid gab er einen streitsüchtigen Nachbarn, in der Serie München 7 einen Kameramann und in Romeo einen Beamten. Er spielte außerdem in der Serie Aus heiterem Himmel. Neben Verona Feldbusch trat er in Meine polnische Jungfrau auf. Neben Christiane Hörbiger spielte er einen Bauern im Film Hengstparade.
Seine internationale Karriere begründete Peter Rappenglück 2001 mit Roman Polańskis Der Pianist, wo er als Feldwebel zu sehen war. Auch spielte er den Bruder von Stefan in den Filmen von Erkan & Stefan.
Vom 8. Oktober 2007 bis Oktober 2011 war er in der bayerischen Daily Dahoam is Dahoam in 795 Folgen als Pfarrer Ignaz Neuner zu sehen. Seit November 2011 pausierte er in der Serie und wollte im Laufe der fünften Staffel (Folge 801 bis 1000) in die Serie zurückkehren. Später wurde aber bekannt, dass es aufgrund von verschiedenen Differenzen keine Rückkehr in die Serie Dahoam is Dahoam geben wird. Seine Rolle Pfarrer Ignaz Neuner wurde im April 2012 aus der Serie endgültig herausgeschrieben.

## Privates
Die Schauspielerin und Heilpraktikerin Marianne Rappenglück (* 1958) ist seine Schwester.

## Filmografie (Auswahl)
- 1979: Der ganz normale Wahnsinn – Zweites Kapitel
- 1984: Warten auf Beethoven
- 1993: Tatort – Alles Palermo
- 1993: Russige Zeiten (7 Episoden)
- 1993–1997: Wildbach (27 Episoden)
- 1994: Hasenjagd – Vor lauter Feigheit gibt es kein Erbarmen
- 1994: Florian III
- 1994: Der Komödienstadel: Die goldene Gans
- 1994: Lutz & Hardy (Fernsehserie; Hauptrolle)
- 1995: Rohe Ostern
- 1995: Der Komödienstadel: Die Wadlbeisser von Traxlbach
- 1995–2001: Dr. Stefan Frank – Der Arzt, dem die Frauen vertrauen (Fernsehserie)
- 1996–2001: Anwalt Abel (3 Episoden)
- 1996: Tatort – Schattenwelt
- 1996: Der Bulle von Tölz: Tod im Internat
- 1996: Männerpension
- 1996: Alle haben geschwiegen
- 1997: Der Bulle von Tölz: Bei Zuschlag Mord
- 1997: Easy Day
- 1998–2002: Café Meineid (2 Episoden)
- 1998: Mäuse im Lüftungsschacht
- 1998: Der Bulle von Tölz: Der Mistgabelmord
- 1998: Cascadeur – Die Jagd nach dem Bernsteinzimmer
- 1998: Tatort – Gefährliche Zeugin
- 1998: Tatort – Schwarzer Advent
- 1999: Tatort – Das Glockenbachgeheimnis
- 2000: Tatort – Der schwarze Skorpion
- 2000: Polizeiruf 110 – Gelobtes Land
- 2000: Erkan & Stefan
- 2000: Heirate mir!
- 2001: Tatort – Unschuldig
- 2001: Jenny & Co. – Kinder, Kinder...
- 2001: Alphateam – Die Lebensretter im OP
- 2002: Erkan & Stefan gegen die Mächte der Finsternis
- 2002: Der Pianist
- 2002: Forsthaus Falkenau – Willkommen kleiner Rombach
- 2002: Die Rückkehr
- 2002–2005: Edel & Starck (17 Episoden)
- 2003: Großglocknerliebe
- 2004: Abgefahren – Mit Vollgas in die Liebe
- 2004: Die Nacht der lebenden Loser
- 2004: München 7 – Zu spät
- 2004: Tramitz and Friends
- 2005: Balko – Der Verrat
- 2005: Die Rosenheim-Cops – Der Bulle von Rosenheim
- 2005: Grenzverkehr
- 2005: Die Wilden Kerle 2
- 2005: Hengstparade
- 2005: Der Bulle von Tölz: Der Weihnachtsmann ist tot
- 2006: Plötzlich Opa
- 2006: Um Himmels Willen – Geldrausch
- 2006: Im Himmel schreibt man Liebe anders
- 2007: Weißblaue Geschichten
- 2007: Der Alte – Folge 318: Heimkehr in den Tod
- 2008: Der Alte – Das zweite Kreuz
- 2007: Herr Bello
- 2007: Das letzte Stück Himmel
- 2007: SOKO 5113 – Tief gefallen
- 2008: Zwei Herzen und zwölf Pfoten
- 2008: Zur Sache, Lena! (2 Episoden)
- 2008: Siska – Und alles kann man kaufen
- 2008: SOKO 5113 – Requiem
- 2008: Krabat
- 2008: Baching
- 2008: Die Liebesflüsterin
- 2008: Die Zeit, die man Leben nennt
- 2009–2010: Dahoam is Dahoam (71 Episoden)
- 2009: Die Rebellin
- 2009: Tatort – Wir sind die Guten
- 2009: Auf der Suche nach dem G.
- 2010: Zu viele Musen
- 2010: Tatort – Die Heilige
- 2011: Die Tote im Moorwald
- 2011: Resturlaub
- 2011: Trans Bavaria
- 2012: Frühling für Anfänger
- 2012: Die Märchenstunde – Der verflixte Flaschengeist
- 2012: Pfarrer Braun – Ausgegeigt!
- 2013: Hubert und Staller – Die ins Gras beißen
- 2013: Der blinde Fleck
- 2014: Hinterdupfing
- 2017: Arzt mit Nebenwirkung (Fernsehfilm)
- 2017: Hindafing (Serie; S2E6)
- 2018: Gundermann
- 2019: Hubert ohne Staller – Mord an einer alten Eiche
- 2021: Hubert ohne Staller – Marderschaden
- 2022: Wer gräbt den Bestatter ein?
- 2024: Münter & Kandinsky

## Theater und Oper
- 1990: Geisterbahn
- 1992: Augen der Wörter
- 1998:	Kunschelamant
- 1999:	Die Hexe
- 2000: Die Bernauerin
- 2000: Elsa Explosion
- 2004: Prominentenball
- 2005–2006: Out of Rosenheim – The Musical
- 2018: Mirandolina

## Hörspiel
- 2012: Der Stalker – ARD Radio Tatort (Bayerischer Rundfunk) Regie: Ulrich Lampen